# Hugo Ibarra
Hugo Benjamín Ibarra, soprannominato El Negro (El Colorado, 1º aprile 1974), è un allenatore di calcio ed ex calciatore argentino, di ruolo difensore.

## Carriera

### Giocatore

#### Club
Ibarra iniziò a giocare a calcio nella squadra dei Los Halcones. Nel 1987, a 13 anni, si trasferì in un club della sua provincia, il Nacional, prima di trasferirsi ai Defensores, società di Formosa.
Proseguì la sua carriera nei club più importanti della Provincia di Santa Fe, prima con l'Unión (SF), poi nel Colón, dove si trasferì nel 1993. Nel 1994 disputò la seconda divisione, e nel 1995 la sua squadra guadagnò la promozione in Primera División.
Nel 1998 si trasferì al Boca Juniors, con il quale, con il soprannome di El Negro, vinse quasi tutti i trofei. Prima tre trofei nazionali, poi due Coppe Libertadores e una Coppa Intercontinentale. Successivamente Ibarra, nel luglio del 2001, si trasferì al Porto per 7,8 milioni di euro.
Poiché nel Porto non era tenuto in gran conto, venne ceduto in prestito al Boca Juniors, con il quale vinse un'altra Coppa Libertadores. Finito questo prestito, si prospetta un altro trasferimento in prestito, stavolta al Monaco. Con la squadra francese arriva a disputare la finale di Champions League. Viene poi ceduto all'Espanyol, dove giocò una stagione. A metà del 2005 rescisse il contratto per tornare al Boca Juniors, dove tornò a essere titolare e a vincere diversi titoli nazionali e internazionali, compresa la Coppa Libertadores 2007.

Si è ritirato dal calcio giocato nel 2010 dopo aver giocato la sua ultima partita contro il Banfield. In totale con il Boca Juniors ha collezionato 124 presenze e segnato 4 gol in 6 anni.

#### Nazionale
Con la Nazionale argentina Ibarra ha disputato la Copa América 1999 e quella del 2007.
Il 18 aprile 2007, nell'amichevole contro il Cile, ha indossato la fascia di capitano.

### Allenatore
L'11 luglio 2022 viene nominato dal Boca Juniors tecnico ad interim fino al termine della stagione, subentrando all'esonerato Sebastián Battaglia, riuscendo a vincere il campionato. Il 29 novembre successivo, la società decide di confermarlo anche per la stagione successiva.
Dopo un difficile avvio di campionato viene esonerato il 31 marzo 2023 lasciando la squadra al quattordicesimo posto con 11 punti.

## Statistiche

### Cronologia presenze e reti in nazionale
| Cronologia completa delle presenze e delle reti in nazionale ― Argentina | Cronologia completa delle presenze e delle reti in nazionale ― Argentina | Cronologia completa delle presenze e delle reti in nazionale ― Argentina | Cronologia completa delle presenze e delle reti in nazionale ― Argentina | Cronologia completa delle presenze e delle reti in nazionale ― Argentina | Cronologia completa delle presenze e delle reti in nazionale ― Argentina | Cronologia completa delle presenze e delle reti in nazionale ― Argentina | Cronologia completa delle presenze e delle reti in nazionale ― Argentina |
| Data                                                                     | Città                                                                    | In casa                                                                  | Risultato                                                                | Ospiti                                                                   | Competizione                                                             | Reti                                                                     | Note                                                                     |
| ------------------------------------------------------------------------ | ------------------------------------------------------------------------ | ------------------------------------------------------------------------ | ------------------------------------------------------------------------ | ------------------------------------------------------------------------ | ------------------------------------------------------------------------ | ------------------------------------------------------------------------ | ------------------------------------------------------------------------ |
| 3-2-1999                                                                 | Maracaibo                                                                | Venezuela                                                                | 0 – 2                                                                    | Argentina                                                                | Amichevole                                                               | -                                                                        | 23’                                                                      |
| 9-6-1999                                                                 | Chicago                                                                  | Argentina                                                                | 2 – 2                                                                    | Messico                                                                  | Amichevole                                                               | -                                                                        | 83’                                                                      |
| 13-6-1999                                                                | Washington                                                               | Stati Uniti                                                              | 1 – 0                                                                    | Argentina                                                                | Amichevole                                                               | -                                                                        |                                                                          |
| 26-6-1999                                                                | Buenos Aires                                                             | Argentina                                                                | 0 – 0                                                                    | Lituania                                                                 | Amichevole                                                               | -                                                                        |                                                                          |
| 1-7-1999                                                                 | Luque                                                                    | Argentina                                                                | 3 – 1                                                                    | Ecuador                                                                  | Coppa America 1999 - 1º turno                                            | -                                                                        |                                                                          |
| 4-7-1999                                                                 | Luque                                                                    | Argentina                                                                | 0 – 3                                                                    | Colombia                                                                 | Coppa America 1999 - 1º turno                                            | -                                                                        | 61’                                                                      |
| 18-4-2007                                                                | Godoy Cruz                                                               | Argentina                                                                | 0 – 0                                                                    | Cile                                                                     | Amichevole                                                               | -                                                                        |                                                                          |
| 5-7-2007                                                                 | Barquisimeto                                                             | Argentina                                                                | 1 – 0                                                                    | Paraguay                                                                 | Coppa America 2007 - 1º turno                                            | -                                                                        |                                                                          |
| 16-10-2007                                                               | Maracaibo                                                                | Venezuela                                                                | 0 – 2                                                                    | Argentina                                                                | Qual. Mondiali 2010                                                      | -                                                                        | 24’ 69’                                                                  |
| 17-11-2007                                                               | Buenos Aires                                                             | Argentina                                                                | 3 – 0                                                                    | Bolivia                                                                  | Qual. Mondiali 2010                                                      | -                                                                        |                                                                          |
| 21-11-2007                                                               | Bogotà                                                                   | Colombia                                                                 | 2 – 1                                                                    | Argentina                                                                | Qual. Mondiali 2010                                                      | -                                                                        |                                                                          |
| Totale                                                                   |                                                                          | Presenze                                                                 | 11                                                                       |                                                                          | Reti                                                                     | 0                                                                        |                                                                          |

## Palmarès

### Giocatore

#### Competizioni nazionali
- Campionato argentino: 5

Boca Juniors: Apertura 1998, Clausura 1999, Apertura 2005, Clausura 2006, Apertura 2008
- Supercoppa di Portogallo: 1

Porto: 2002

#### Competizioni internazionali
- Coppa Libertadores: 4

Boca Juniors: 2000, 2001, 2003, 2007
- Coppa Intercontinentale: 1

Boca Juniors: 2000
- Coppa Sudamericana: 1

Boca Juniors: 2005
- Recopa Sudamericana: 1

Boca Juniors: 2008

#### Individuale
- Equipo Ideal de América: 2

2006, 2007

### Allenatore
- Campionato argentino: 1

Boca Juniors: 2022
- Supercopa Argentina: 1

Boca Juniors: 2022